# Zbombardowanie Pasażu Simonsa

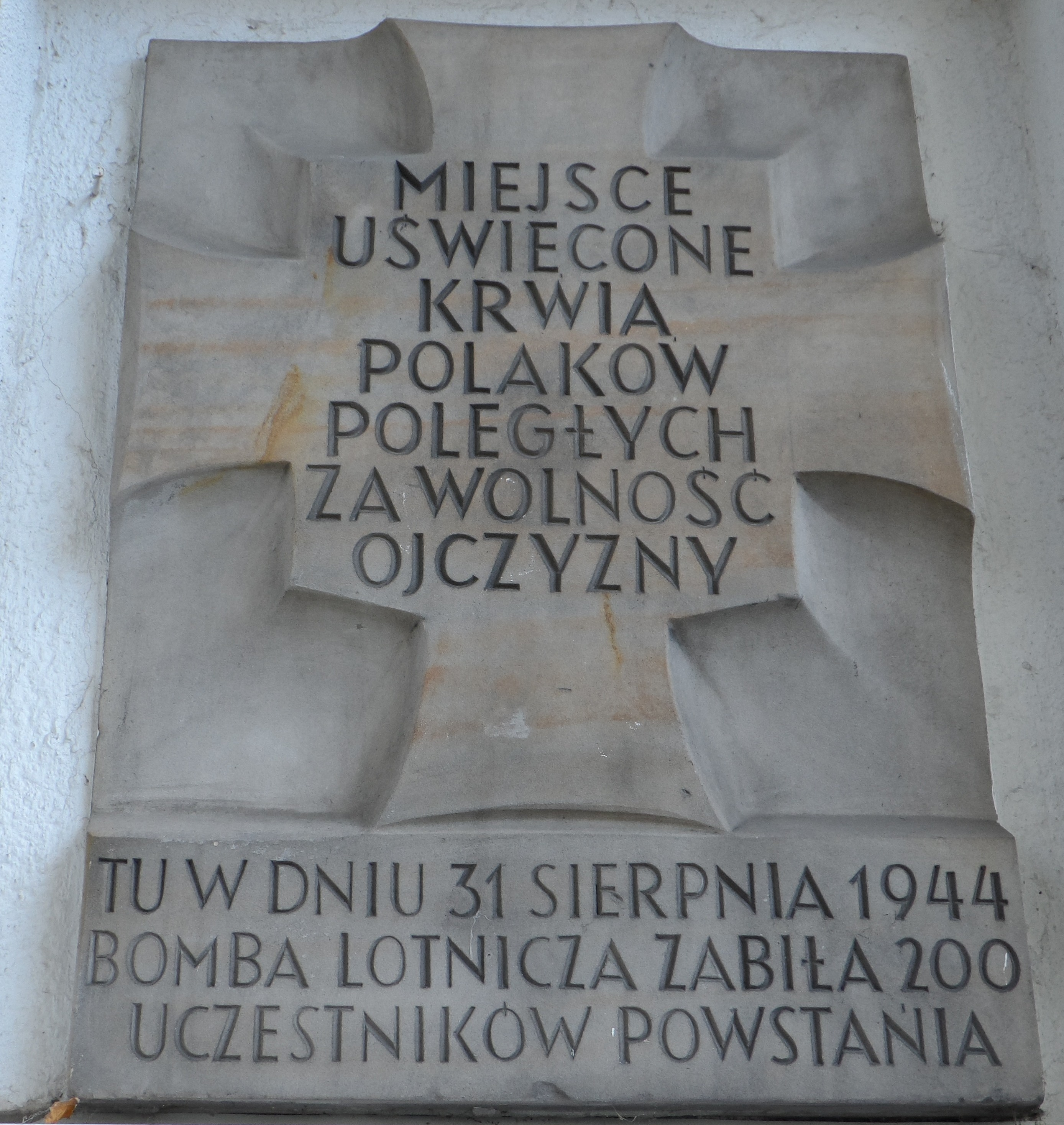
Tablica pamiątkowa Tchorka przy al. „Solidarności” 66

Zbombardowanie Pasażu Simonsa – rozbicie przez niemieckie lotnictwo polskiej reduty w pasażu Simonsa podczas powstania warszawskiego 1944 roku.

## Opis
Nalot miał miejsce 31 sierpnia 1944, w ostatnich dniach obrony Starego Miasta. W wyniku zrzutu bomb burzących potężna żelbetowa konstrukcja pasażu zawaliła się aż do piwnic, grzebiąc ponad 200 osób, w tym około 120 żołnierzy Batalionu „Chrobry I”. Szczątki wielu z poległych do dzisiaj spoczywają w zasypanych piwnicach. Po wojnie udało się ekshumować jedynie 99 ciał. O wydarzeniach 1944 r. przypominają resztki wystających z ziemi żelbetowych słupów oraz ustawiony w ich pobliżu pomnik. Fundamenty budynku i pomnik znajdują się w Ogrodzie Krasińskich. 
Zniszczenie Pasażu Simonsa upamiętniają również dwie wykonane z piaskowca tablice pamiątkowe projektu Karola Tchorka, zlokalizowane przy ul. Długiej 46 róg Bohaterów Getta (wolno stojąca) oraz al. „Solidarności” 66 (na ścianie bloku mieszkalnego od strony ul. Długiej).